# Chūb Bast
Chūb Bast (persiska: چوبَست, Chūbast, چوب بست) är en ort i Iran.   Den ligger i provinsen Mazandaran, i den norra delen av landet, 140 km nordost om huvudstaden Teheran. Chūb Bast ligger 43 meter över havet och antalet invånare är 347.
Terrängen runt Chūb Bast är lite kuperad, och sluttar norrut.Runt Chūb Bast är det ganska tätbefolkat, med 192 invånare per kvadratkilometer. Närmaste större samhälle är Babol, 15,7 km norr om Chūb Bast. I omgivningarna runt Chūb Bast växer huvudsakligen savannskog.